# Så som du hade berättat det för mig (ungefär) om vi hade lärt känna varandra innan du dog
Så som du hade berättat det för mig (ungefär) om vi hade lärt känna varandra innan du dog är en novell från 2010 av Jonas Hassen Khemiri. Boken är inspirerad av Kafkas novell ”Investigations of a Dog”. Några meningar ur novellen: Men. Det var något med den här ringningen som kändes. Jag vet inte. Annorlunda. Plötsligt fick jag för mig att det var K som ringde på. Hon kanske ville be om ursäkt. Dra ett streck över det som hänt. Jag smög mot hallen och tittade ut genom titthålet. Poliser. Hela trapphuset var fyllt av poliser.